# Kirovo-Cepețk
Kirovo-Cepețk (ru. Кирово-Чепецк) este un oraș din Regiunea Kirov, Federația Rusă și are o populație de 90.303 locuitori.
Este situat în regiunea Kirov din regiunea Volga-Vyatka a Districtului Federal Volga, la confluența râului Cheptsy din Vyatka, la 22 km sud-est de orașul Kirov.
Kirovo-Chepetsk fondat în 1935, statutul orașului a fost din anul 1955. Intră în aglomerația Kirov.